# Ximena Carrera
Ximena Margarita Carrera Venegas (Santiago de Chile, 29 de septiembre de 1971) es una actriz y dramaturga chilena.
Estudió actuación en la Universidad Católica de Chile y ha participado en diversas obras como dramaturga, actriz o directora. En 1997, junto a Sebastián Vila, formó la compañía teatral La Trompeta y desde el 2002 ha escrito el guion de diversas teleseries de Televisión Nacional de Chile.
Ha ejercido la docencia en diversas instituciones, y junto a los profesores de la Universidad Finis Terrae presentó, en 2011, su obra Kafka, intentos para huir de mi padre".
En 2014 ganó un premio Altazor por la serie de Secretos en el Jardín, coescrita con Nona Fernández y Marcelo Leonart.